# Одгаст
Одгаст (рус. Псово) слатководно је језеро глацијалног порекла смештено на крајњем југоистоку Псковске области, односно на западу европског дела Руске Федерације. Административно припада Великолушком рејону.
Језеро се налази у сливном подручју реке Ловата преко које је повезано са басеном реке Неве и Балтичким морем.
Површина језерске акваторије је 4,2 км², са два острва 4,3 км². Просечна дубина воде у језеру је око 3,7 метара, док максимална дубина досеже до 8 метара. Површина сливног подручја је око 13,2 км².
На обали језера налази се село Бербељово.